# قاسم لاجامی
قاسم لاجامی (عربی: قاسم لاجامي؛ زادهٔ ۲۵ آوریل ۱۹۹۶) یک ورزشکار است.